# Sturm und Drang
Sturm und Drang, tyska, storm och längtan, det numera vanligaste namnet på det skede i den tyska litteraturens historia, som avlöste
upplysningen. Namnet är hämtat från titeln på ett skådespel av Friedrich Maximilian von Klinger 1776; skedets representanter själva nyttjade benämningen Geniezeit, snilletiden. Det var ett nytt släktleds uppror mot den härskande litterära konventionen och en frambrytande ny tids kaos och jäsning, som kännetecknade den unga litteraturen i Tyskland från och med slutet av 1760-talet till och med slutet av 1780-talet.
Som denna riktnings tyska uppslagsgivare står i första rummet Herder; av utländska inflytanden bör särskilt Rousseaus samt engelsmännen Youngs och folkvisesamlaren Percys nämnas. Krav på återgång till naturen, på ursprunglighet, på nationell och folklig egenart, längtan efter storhet och sanning, dådlust och samhällskritik, hänsynslös subjektivitet utmärkte det unga släktet, till vars mest kända namn hörde Goethe, Klinger, Lenz, Leisewitz, Müller, Heinse, Wagner, Gerstenberg, bröderna Christian och Friedrich Leopold zu Stolberg-Stolberg, Moritz, Hamann och Schiller. Den klassiska skildringen av tiden och dess män gav Goethe i Dichtung und Wahrheit. Av de verk, som tillhör riktningen, är Goethes och Schillers ungdomsarbeten de mest betydande, medan flertalet av de övrigas mera gjort verkan som uppslag, ansats, än genom konstnärlig halt.
Rörelsen öppnade portarna för omedelbarare och mångsidigare diktning, för samhällelig och sällskaplig nydaning av livet; den gav otvivelaktigt mera av impulser än av färdiga verk, men hade sin betydelse just häri och var ytterst viktig genom den ungdomliga hänförelsen för känslans, lidelsens rätt och för friheten, genom sin naturkärlek och snilledyrkan, varigenom åskådningssättet undergick en nästan fullständig ombildning.
Sturm und Drang var en kulturrörelse i 1700-talets Tyskland som inledde den tyska romantiska epoken inom litteratur, kultur och filosofi. Mest talande för epoken är romanen Den unge Werthers lidanden (1774) skriven av Johann Wolfgang Goethe, och dramat Die Räuber (1782) av Friedrich Schiller. I och med Sturm und Drang gjorde den yngre, tyska författargenerationen uppror mot äldre konventioner och litterära begrepp.